# Green Glacier (glaciär i Antarktis, lat -64,97, long -61,90)
Green Glacier är en glaciär i Antarktis. Den ligger i Västantarktis. Argentina, Chile och Storbritannien gör anspråk på området. Green Glacier ligger 478 meter över havet.
Terrängen runt Green Glacier är varierad, och sluttar österut.  Trakten är obefolkad. Det finns inga samhällen i närheten.